# يوهانس فيشر
يوهانس فيشر (بالألمانية: Johannes Fischer)‏ هو فيزيائي ألماني، (و. 1887  م).